# Claus Mattern
Claus Mattern (* 27. März 1961) ist ein deutscher Tischtennisspieler. Er spielte bei mehreren Bundesligavereinen. Bei Deutschen Meisterschaften der Erwachsenen gewann er eine Bronzemedaille.

## Werdegang
Claus Mattern begann mit dem Tischtennissport beim Verein MTV Winsen. Nach einigen Jahren beim Regionalligisten TSV Hohenhorst wechselte er zu Hertha BSC, mit dessen Herrenmannschaft er 1985 Meister der 2. Bundesliga Nord wurde und in die 1. Bundesliga aufstieg. In den folgenden Jahren trat er noch mit der Spvg Steinhagen  und  Germania Schnelsen in der Bundesliga an.
Zu seinen größten Erfolgen zählt der Gewinn der Bronzemedaille im Doppel mit Matthias Bluhm bei der Deutschen Meisterschaft 1986.

## Privat
Heute (2024) betreibt Claus Mattern in Lübeck einen Tischtennisshop und eine Tischtennisschule.

## Turnierergebnisse
| Verband | Veranstaltung                   | Jahr | Ort         | Land | Einzel | Doppel | Mixed | Team |        |
| ------- | ------------------------------- | ---- | ----------- | ---- | ------ | ------ | ----- | ---- | ------ |
| GER     | Hamburger Meisterschaft Schüler | 1978 |             | GER  | Gold   |        |       |      | [ 8 ]  |
| GER     | Hamburger Meisterschaft Schüler | 1978 |             | GER  | Gold   |        |       |      | [ 9 ]  |
| GER     | Hamburger Meisterschaft         | 1982 |             | GER  | Gold   |        |       |      | [ 9 ]  |
| GER     | Berliner Rangliste              | 1984 |             | GER  | Gold   |        |       |      | x      |
| GER     | Berliner Meisterschaft          | 1985 |             | GER  |        |        | Gold  |      | x      |
| GER     | Hamburger Meisterschaft         | 1988 |             | GER  |        |        | Gold  |      | [ 9 ]  |
| GER     | Norddeutsche Meisterschaften    | 1990 |             | GER  |        |        | Gold  |      | [ 11 ] |
| GER     | Norddeutsche Meisterschaften    | 1991 | Norderstedt | GER  |        | Silber |       |      | [ 11 ] |